# مایکل فالون
مایکل فالون (انگلیسی: Michael Fallon؛ زادهٔ ۱۴ مهٔ ۱۹۵۲) سیاست‌مدار اهل بریتانیا است.
وی از سال ۲۰۱۴ تا ۲۰۱۷ وزیر دفاع، از سال ۲۰۱۳ تا ۲۰۱۴ وزیر انرژی و از سال ۲۰۱۲ تا ۲۰۱۴ وزیر تجارت بریتانیا بوده است.